# Mordella argentipunctata
Mordella argentipunctata es una especie de coleóptero de la familia Mordellidae.

## Distribución geográfica
Habita en Brasil y Chile.